# 福島市立矢野目小学校
福島市立矢野目小学校（ふくしましりつ やのめ しょうがっこう）は、福島県福島市にある公立小学校である。

## 概要
福島市の北信地区南西部を学区とし、南矢野目、北矢野目境界近くの国道13号傍に位置する。2020年5月1日現在、15学級393名の児童が在籍する。校章は矢車草を図案化したものである。「矢野目」の「矢」を表すとともに、左右の大きな花弁と上下の中程度の花弁の間に小さな花弁を配置することで高中低各学年が仲良く助け合うことを表している。

## 沿革
- 1897年（明治29年）- 創立。
- 1954年（昭和29年） 3月 - 信夫郡余目村が福島市に編入されたことにより、信夫郡余目村立矢野目小学校から福島市立矢野目小学校へ校名が変更される。
- 1981年（昭和56年）
  - 2月20日 - 現在の校舎（RC造3階建）が竣工する。
  - 3月20日 - 現在の屋内運動場（大）が竣工する。
  - 7月4日 - 現在の水泳プール（25m×10m 6コース）が竣工する。
- 1988年（昭和63年）3月4日 - 現在の屋内運動場（小）が竣工する。

## 学校行事
| - 4月 - 5月 - 6月 | - 7月 - 8月 - 9月 | - 10月 - 11月 - 12月 | - 1月 - 2月 - 3月 |

## 通学区域
- 北信地区
  - 北矢野目
  - 南矢野目（福島市立平野小学校、福島市立笹谷小学校の通学区域を除く）
- 信陵地区
  - 笹谷（字谷地前の一部、字片目清水の一部、字稲場の一部、字塗谷地の一部）[2]

## 進学先中学校
- 福島市立北信中学校[3]

## 学区 / 校区内の主な施設
- 国道13号
  - 国道13号福島西道路
- イオン福島店

## 交通
- JR東日本東北本線福島駅より福島交通路線バス穴原行乗車、原田東バス停より徒歩3分[4]。